# Danh sách giải thưởng và đề cử của Meghan Trainor
Ca sĩ người Hoa Kỳ Meghan Trainor đạt được 5 giải thưởng từ 35 đề cử. Trainor đã ký hợp đồng với hãng đĩa Epic Records vào 2014 và phát hành đĩa đơn đầu tay của cô "All About That Bass", bài hát đã giúp cô có 2 đề cử Grammy quan trọng là Thu âm của năm, và Bài hát của năm. Bài hát cũng giúp cô giành một giải ASCAP Pop Music Award và một của  Billboard Music Awards cho hai giải Top Hot 100 Song và Top Digital Song.
Đĩa đơn thứ hai của Trainor, "Lips Are Movin", giúp cô có mọt đề cử cho Choice Break-Up song tại Teen Choice Awards. YouTube Music Awards liệt Trainor vào một trong 50 nghệ sĩ đáng xem. 

## American Music Awards
| Năm  | Đề cử / Tác phẩm | Giải thưởng                      | Kết quả      | Ref.  |
| ---- | ---------------- | -------------------------------- | ------------ | ----- |
| 2014 | Meghan Trainor   | Nghệ sĩ mới của năm              | Đề cử        | [ 2 ] |
| 2015 | Meghan Trainor   | Nghệ sĩ của năm                  | Chưa công bố | [ 3 ] |
| 2015 | Meghan Trainor   | Nữ ca sĩ Pop/Rock được yêu thích | Chưa công bố | [ 3 ] |
| 2015 | Meghan Trainor   | Nghệ sĩ Đương đại được yêu thích | Chưa công bố | [ 3 ] |

## ARIA Music Awards
| Năm  | Đề cử / Tác phẩm | Giải thưởng                    | Kết quả      | Ref.  |
| ---- | ---------------- | ------------------------------ | ------------ | ----- |
| 2015 | Title            | Nghệ sĩ Thế giới xuất sắc nhất | Chưa công bố | [ 4 ] |

## ASCAP Pop Music Awards
| Năm  | Đề cử / Tác phẩm      | Giải thưởng                       | Kết quả   | Ref.  |
| ---- | --------------------- | --------------------------------- | --------- | ----- |
| 2015 | "All About That Bass" | Bài hát được biểu diễn nhiều nhất | Đoạt giải | [ 6 ] |

## Billboard Music Awards
| Năm  | Đề cử / Tác phẩm      | Giải thưởng                        | Kết quả   | Ref.   |
| ---- | --------------------- | ---------------------------------- | --------- | ------ |
| 2015 | Meghan Trainor        | Nghệ sĩ mới hàng đầu               | Đề cử     | [ 10 ] |
| 2015 | Meghan Trainor        | Nghệ sĩ nữ hàng đầu                | Đề cử     | [ 10 ] |
| 2015 | Meghan Trainor        | Nghệ sĩ Billboard 100 hàng đầu     | Đề cử     | [ 10 ] |
| 2015 | Meghan Trainor        | Nghê sĩ Xếp hạng tốt nhất          | Đề cử     | [ 10 ] |
| 2015 | Meghan Trainor        | Nghệ sĩ Top Digital Songs hàng đầu | Đề cử     | [ 10 ] |
| 2015 | Meghan Trainor        | Nghệ sĩ Streaming hàng đầu         | Đề cử     | [ 10 ] |
| 2015 | "All About That Bass" | Bài hát Hot 100 hay nhất           | Đoạt giải | [ 10 ] |
| 2015 | "All About That Bass" | Bài hát kỹ thuật số hat nhất       | Đoạt giải | [ 10 ] |
| 2015 | "All About That Bass" | Video Streaming hàng đầu           | Đề cử     | [ 10 ] |

## Brit Awards
Các Brit Awards là British Phonographic Industry 's (BPI) giải thưởng âm nhạc pop hàng năm. Trainor đã nhận được một đề cử.
| Năm  | Đề cử / Tác phẩm | Giải thưởng             | Kết quả | Ref.   |
| ---- | ---------------- | ----------------------- | ------- | ------ |
| 2016 | Meghan Trainor   | Nữ nghệ sĩ solo quốc tế | Đề cử   | [ 12 ] |

## Capricho Awards
| Năm  | Đề cử / Tác phẩm | Giải thưởng         | Kết quả | Ref.   |
| ---- | ---------------- | ------------------- | ------- | ------ |
| 2014 | Meghan Trainor   | Sự Tiết lộ Toàn cầu | Đề cử   | [ 14 ] |

## Grammy Awards
| Năm  | Đề cử / Tác phẩm      | Giải thưởng     | Kết quả   | Ref.   |
| ---- | --------------------- | --------------- | --------- | ------ |
| 2015 | "All About That Bass" | Thu âm của năm  | Đề cử     | [ 16 ] |
| 2015 | "All About That Bass" | Bài hát của năm | Đề cử     | [ 16 ] |
| 2016 | Meghan Trainor        | Nghệ sĩ mới     | Đoạt giải | [ 17 ] |

## iHeartRadio Music Awards
| Năm  | Đề cử / Tác phẩm      | Giải thưởng          | Kết quả | Ref.   |
| ---- | --------------------- | -------------------- | ------- | ------ |
| 2015 | Meghan Trainor        | Nghệ sĩ Mới hàng đầu | Đề cử   | [ 19 ] |
| 2015 | Meghan Trainor        | Bội giáo             | Đề cử   | [ 19 ] |
| 2015 | "All About That Bass" | Bài hát của năm      | Đề cử   | [ 19 ] |

## MTV Europe Music Awards
| Năm  | Đề cử / Tác phẩm      | Giải thưởng                                      | Kết quả | Ref.   |
| ---- | --------------------- | ------------------------------------------------ | ------- | ------ |
| 2014 | "All About That Bass" | Bài hát hay nhất với một lời nhắn nhủ thiết thực | Đề cử   | [ 21 ] |

## Music Business Association
| Năm  | Đề cử / Tác phẩm | Giải thưởng             | Kết quả   | Ref.   |
| ---- | ---------------- | ----------------------- | --------- | ------ |
| 2015 | Meghan Trainor   | Nghệ sĩ Đột phá của năm | Đoạt giải | [ 23 ] |

## NewNowNext Awards
| Năm  | Đề cử / Tác phẩm | Giải thưởng               | Kết quả | Ref.   |
| ---- | ---------------- | ------------------------- | ------- | ------ |
| 2014 | Meghan Trainor   | Nhạc sĩ mới hàng đầu (Nữ) | Đề cử   | [ 25 ] |

## Nickelodeon Kids' Choice Awards
| Năm  | Đề cử / Tác phẩm      | Giải thưởng                | Kết quả | Ref.   |
| ---- | --------------------- | -------------------------- | ------- | ------ |
| 2015 | "All About That Bass" | Bài hát Yêu thích của năm  | Đề cử   | [ 27 ] |
| 2015 | Meghan Trainor        | Nghệ sĩ Mới được yêu thích | Đề cử   | [ 27 ] |

## People's Choice Awards
| Năm  | Đề cử / Tác phẩm      | Giải thưởng                    | Kết quả | Ref.   |
| ---- | --------------------- | ------------------------------ | ------- | ------ |
| 2015 | Meghan Trainor        | Nghệ sĩ Đột phá được yêu thích | Đề cử   | [ 29 ] |
| 2015 | "All About That Bass" | Bài hát được yêu thích nhất    | Đề cử   | [ 29 ] |

## Radio Disney Music Awards
| Năm  | Đề cử / Tác phẩm              | Giải thưởng              | Kết quả | Ref.   |
| ---- | ----------------------------- | ------------------------ | ------- | ------ |
| 2015 | Meghan Trainor                | Nghệ sĩ Nữ Xuất sắc nhất | Đề cử   | [ 31 ] |
| 2015 | Bài hát hay nhất để nhảy theo | "All About That Bass"    | Đề cử   | [ 31 ] |
| 2015 | Bài hát của năm               | "All About That Bass"    | Đề cử   | [ 31 ] |

## Teen Choice Awards
| Năm  | Đề cử / Tác phẩm      | Giải thưởng                          | Kết quả | Ref.   |
| ---- | --------------------- | ------------------------------------ | ------- | ------ |
| 2015 | "All About That Bass" | Lựa chọn Bài hát: Nghệ sĩ Nữ của năm | Đề cử   | [ 33 ] |
| 2015 | "Lips Are Movin"      | Bài hát chia tay hay nhất            | Đề cử   | [ 33 ] |
| 2015 | Meghan Trainor        | Lựa chọn Âm nhạc:Nghệ sĩ Chia tay    | Đề cử   | [ 33 ] |

## YouTube Music Awards
| Năm  | Đề cử / Tác phẩm | Giải thưởng            | Kết quả   | Ref.   |
| ---- | ---------------- | ---------------------- | --------- | ------ |
| 2015 | Meghan Trainor   | 50 nghệ sĩ đáng để xem | Đoạt giải | [ 35 ] |